# Dick Peabody
Richard Peabody (6 de abril de 1925 – 27 de diciembre de 1999) fue un actor norteamericano más conocido por su rol como Littlejohn en la serie de 1960 Combate. Peabody trabajó en televisión, cine, radio, medios gráficos. El nombre de su mujer era Tina, quién fue una modelo. Era alto y se encasillaba a sí mismo como el clásico villano de western.
Peabody fue veterano de la Segunda Guerra Mundial (US Navy), y tuvo una carrera temprana en producción comercial radiofónica. Participó en las películas Support Your Local Sheriff! y The Good Guys and the Bad Guys en 1969, y Your Money or Your Wife en 1972.  Su principal crédito televisivo fue en las cinco temporadas de Combat!. También estuvo en varios episodios de Gunsmoke, Bonanza, y Daniel Boone. Muríó a causa de cáncer de próstata a los 74 años.

## Filmografía
| Año  | Título                         | Función      | Notas |
| ---- | ------------------------------ | ------------ | ----- |
| 1969 | Mackenna's Gold                | Avila        |       |
| 1969 | Support Your Local Sheriff!    | Luke Danby   |       |
| 1969 | The Good Guys and the Bad Guys | Boyle        |       |
| 1970 | The Moonshine War              | Boyd Caswell |       |